# Anna Dynowska
Anna Dynowska (ur. 6 września 1956 w Tomaszowie Lubelskim, zm. 14 kwietnia 2022) – polska prawniczka i polityk, posłanka na Sejm X kadencji.

## Życiorys
W 1979 ukończyła studia na Uniwersytecie Wrocławskim, uzyskując tytuł zawodowy magistra prawa. Pracę zawodową rozpoczęła w Wojewódzkim Biurze Geodezji i Terenów Rolnych w Wałbrzychu. Mieszkała w Dzierżoniowie, gdzie pracowała jako prawniczka. Pod koniec lat 80. prowadziła prywatną kancelarię prawniczą „Pro domo tua” w Świdnicy, jednocześnie była członkinią Komisji Arbitrażu Państwowego Arbitrażu Gospodarczego w Wałbrzychu z siedzibą w Dzierżonowie. Prowadziła w niej prace Zespołu Obrotu Towarowego i Ubezpieczeń. Stała na czele struktur Stronnictwa Demokratycznego w Pieszycach, do którego wstąpiła w 1985.
W 1989 uzyskała mandat na Sejm kontraktowy w okręgu świdnickim z puli SD. Sprawowała funkcję sekretarza Sejmu oraz przewodniczącej Klubu Poselskiego SD. W 1989 i pod koniec kadencji była posłanką niezrzeszoną. Zasiadała w Komisji Sprawiedliwości, Komisji Przekształceń Własnościowych, Komisji Konstytucyjnej i Komisji Ustawodawczej oraz w trzech komisjach nadzwyczajnych.
Po 1991 wycofała się z działalności politycznej. Praktykowała jako adwokat w Dzierżoniowie.
Została pochowana na cmentarzu parafialnym w Pieszycach.